# Arbaz
Arbaz (/aʀba/) est une commune suisse du canton du Valais, dans le district de Sion.

## Géographie

Photo aérienne historique de Werner Friedli de 1955.

Le territoire d'Arbaz s'étend sur 19,29 km2, entre 830 m à 2 886 m d'altitude,. Lors du relevé de 2013-2018, les surfaces d'habitations et d'infrastructures représentaient 6,0 % de sa superficie, les surfaces agricoles 20,2 %, les surfaces boisées 27,1 % et les surfaces improductives 46,8 %.
La commune est située sur la rive droite de la vallée du Rhône dans le district de Sion, dans le canton du Valais. Le village d'Arbaz se trouve à 1 145 m d'altitude.

## Toponymie
Le nom de la commune, qui se prononce /aʀba/, dérive de l'adjectif latin albus (blanc). Il pourrait avoir désigné le ruisseau qui traverse le village.
Sa première occurrence écrite est antérieure à 1200, sous la forme d'Alba.

## Histoire
Sous l'épiscopat d'Édouard de Savoie (1375-1386), Arbaz est vendu à la mense épiscopale et il en relève jusqu'en 1798. Dès le XIVe siècle, Arbaz forme, comme Luc et Botyre, un des trois tiers d'Ayent. Il devient autonome au plus tard en 1418. Arbaz fait partie du dizain de Sion jusqu'en 1815, puis de celui d'Hérens (1815-1839), avant d'être réintégré dans celui de Sion. Le village quitte la commune d'Ayent en 1877. Il est partiellement incendié en 1924.

## Population

### Gentilé et surnoms
Les habitants de la commune se nomment les Arbaziens.
Ils sont surnommés les Derbouis (lé Darboué en patois valaisan), soit les taupes, et les Bérolous, soit les béliers. Les habitants d'Ayent les surnomment également les Closses, soit les cloches.

### Démographie

#### Évolution de la population
La commune compte 1 462 habitants au 31 décembre 2023 pour une densité de population de 76 hab/km2. Sur la période 2010-2023, sa population a augmenté de 34,7 % (canton : 17,0 % ; Suisse : 9,4 %).  

#### Pyramide des âges
En 2023, le taux de personnes de moins de 30 ans s'élève à 28 %, au-dessous de la valeur cantonale (31 %). Le taux de personnes de plus de 60 ans est quant à lui de 31,7 %, alors qu'il est de 27,5 % au niveau cantonal.
La même année, la commune compte 729 hommes pour 733 femmes, soit un taux de 49,9 % d'hommes, similaire à celui du canton (49,9 %).
| Hommes | Classe d’âge | Femmes |
| ------ | ------------ | ------ |
| 0,8    | 90 ans ou +  | 1,6    |
| 9,5    | 75 à 89 ans  | 10,6   |
| 21,8   | 60 à 74 ans  | 19,0   |
| 21,9   | 45 à 59 ans  | 22,0   |
| 17,0   | 30 à 44 ans  | 19,8   |
| 14,5   | 15 à 29 ans  | 10,9   |
| 14,4   | - de 14 ans  | 16,1   |

| Hommes | Classe d’âge | Femmes |
| ------ | ------------ | ------ |
| 0,6    | 90 ans ou +  | 1,3    |
| 8,0    | 75 à 89 ans  | 10,1   |
| 17,1   | 60 à 74 ans  | 17,9   |
| 21,0   | 45 à 59 ans  | 20,7   |
| 21,3   | 30 à 44 ans  | 20,1   |
| 17,3   | 15 à 29 ans  | 16,0   |
| 14,7   | - de 14 ans  | 14,0   |

## Héraldique
| Blason | Blasonnement : « D'azur à la croix de gueules, un lion d'or à la tête contournée, rampant sur trois coupeaux du même, brochant sur le tout. » |

Les armoiries d'Arbaz sont officialisées en 1939. Les couleurs et le lion sont des références aux armes des sires d'Ayent et de Bex pour le lion. La croix provient des armes d'Édouard de Savoie-Achaïe.

### Fonds d'archives
- Fonds : Arbaz, Commune / Bourgeoisie (1310-1962) [5,80 mètres].  Cote : CH AEV, AC Arbaz. Sion : Archives de l'État du Valais (présentation en ligne).
- Fonds : Arbaz, Paroisse (1831-1980) [0,15 mètre].  Cote : CH AEV, AP Arbaz. Sion : Archives de l'État du Valais (présentation en ligne).